# Zum goldenen Löwen (Querfurt)

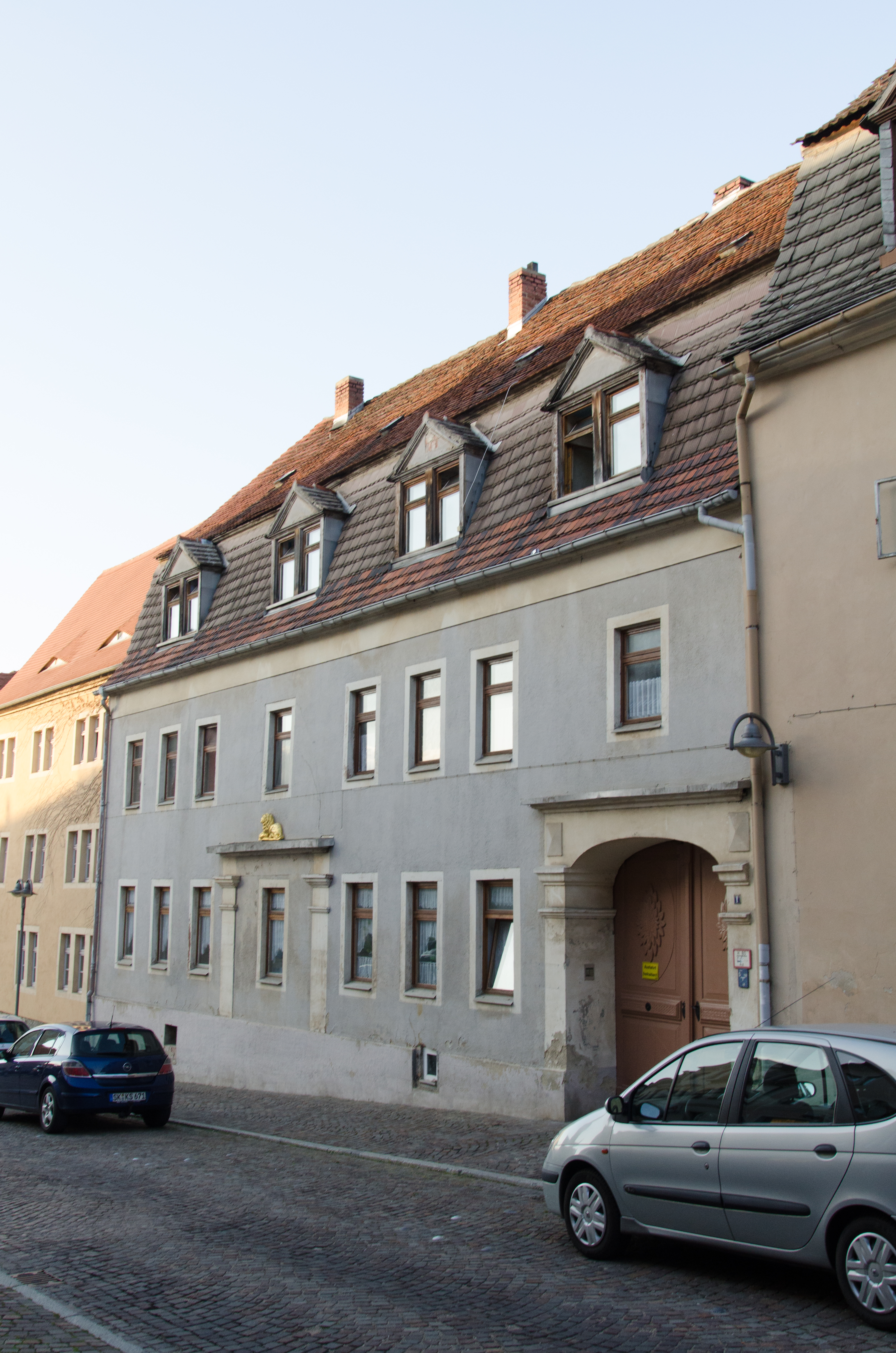
Ehemaliger Gasthof Zum goldenen Löwen

Der Gasthof Zum goldenen Löwen ist ein denkmalgeschützter Gasthof in der Stadt Querfurt in Sachsen-Anhalt. Im örtlichen Denkmalverzeichnis ist er unter der Erfassungsnummer 094 16568 als Baudenkmal verzeichnet.
Der ehemalige Gasthof Zum goldenen Löwen steht in der Nebrarer Straße 1 in Querfurt. Das Gebäude wurde bei einem Stadtbrand am 26. August 1678 zerstört. Dabei kam die 15-jährige Anne Regina Lasse im Keller um, wohin sie sich mit einer Magd und zwei Tanten geflüchtet hatte. An dieses Ereignis erinnert heute ihr Grabmal auf dem Friedhof, auch bekannt als Brandjungfer. Das Gebäude verfügte früher über eine Hofeinfahrt und einen Hauseingang von der Straßenseite her. Der Hauseingang wurde bei den Umbauarbeiten im 20. Jahrhundert zum Wohnhaus zugemauert. Heute befindet sich dort ein Fenster. Die Stelle des ehemaligen Hauseinganges ist noch erkennbar, neben dem Fenster befinden sich angedeutet jeweils eine Säule und über dem Fenster befindet sich der namensgebende liegende goldene Löwe.